# You Need a Man
"You Need a Man" é uma canção/single de Shanice. Escrita por Shanice Wilson, Montell Jordan, Danny Nixon e produzida por Jazz The Man, foi o terceiro e final single do álbum de estúdio de Shanice, o álbum Shanice lançado em 1999.

## Lista de faixas
CD single
1. Versão do Álbum (3:52)
2. Instrumental (3:52)

## Videoclipe
O vídeo da música foi dirigido por Bille Woodruff e filmado em 3 de agosto de 1999.

## Posições nos gráficos musicais
| Gráfico (1999)                  | Posições |
| ------------------------------- | -------- |
| EUA Billboard R&B Hip-Hop Songs | 72       |